# Křižanovice

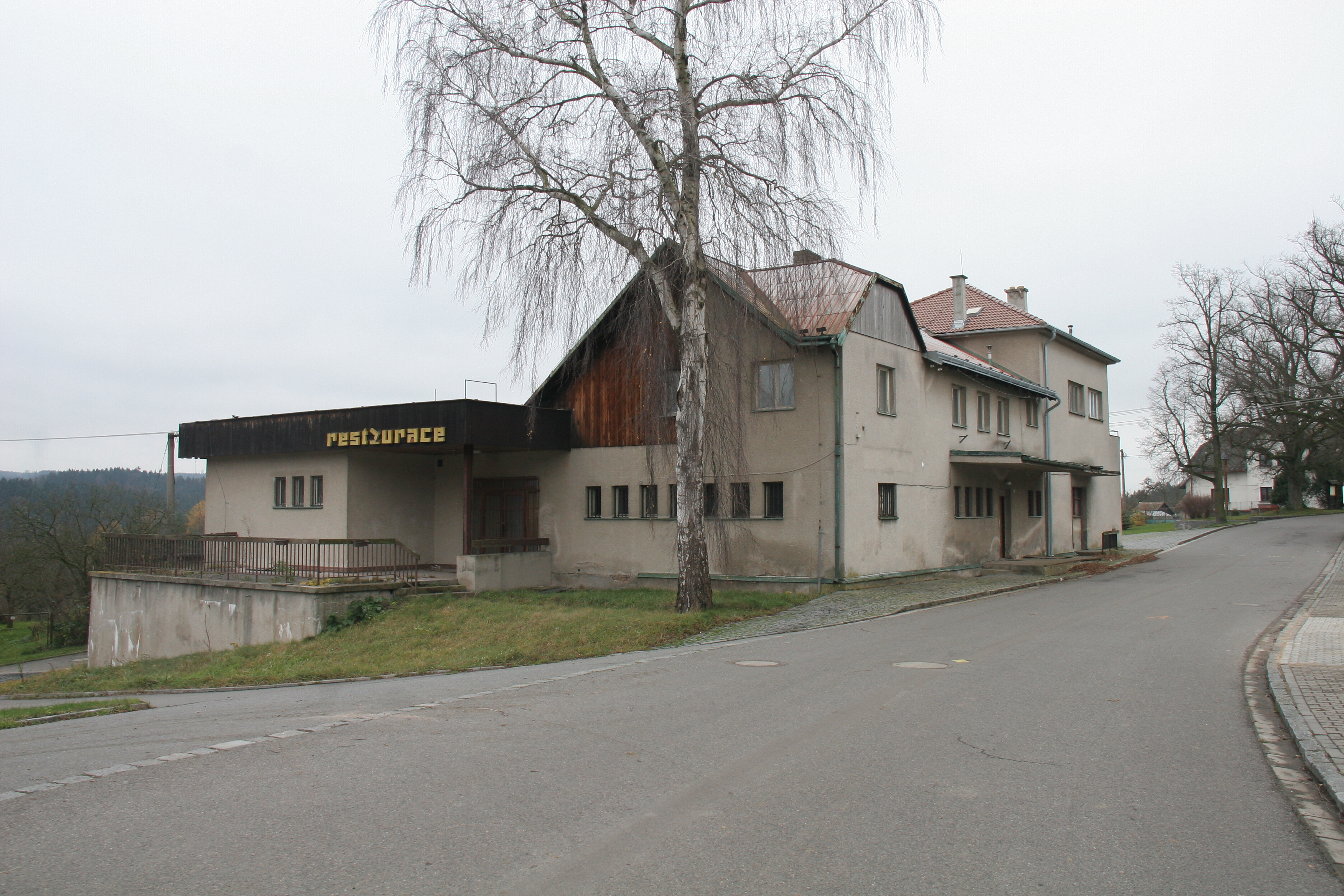
Ehemaliges Gasthaus

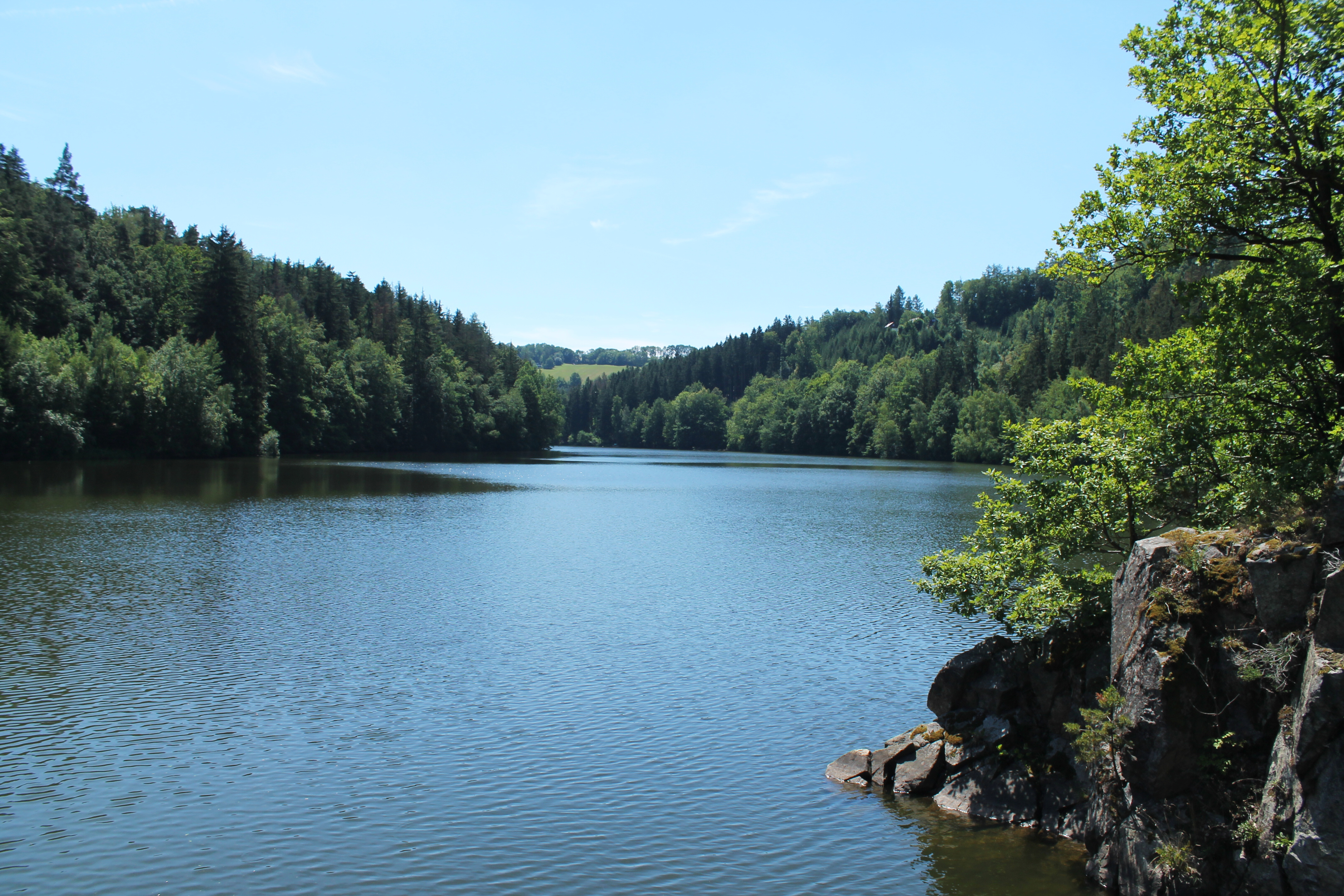
Stausee Křižanovice I

Křižanovice (deutsch Krischnowitz, auch Krischanowitz) ist eine Gemeinde in Tschechien. Sie liegt vier Kilometer nordwestlich von Nasavrky und gehört zum Okres Chrudim.

## Geographie
Křižanovice befindet sich linksseitig über dem Tal der Chrudimka im Eisengebirge (Železné hory) auf dem Gebiet des Landschaftsschutzgebietes CHKO Železné hory. Östlich des Dorfes liegt die Talsperre Křižanovice I, auf der gegenüberliegenden Höhe das Oppidum Hradiště. Im Nordosten erhebt sich die Na Vyhlídce (452 m n.m.).
Nachbarorte sind Pohořalka, Licibořice und Šiškovice im Norden, Mešiny und Slavice im Nordosten, Libáň und Drahotice im Osten, Hradiště und České Lhotice im Südosten, Kopáčov, Vedralka und Libkov im Süden, Mezisvětí 1. díl, Mezisvětí 2. díl und Požáry im Südwesten, Samařov und Nové Lhotice im Westen sowie Rtenín und Liboměřice im Nordwesten.

## Geschichte
Die erste schriftliche Erwähnung des Dorfes erfolgte im Jahre 1329, als das Benediktinerkloster Wilmzell den Bojanover Sprengel an Heinrich von Lichtenburg überließ. Der Wilmzeller Abt und Konvent hatten dabei zur Bedingung gemacht, dass Křižanovice, wo die klösterlichen Heger und Fischer lebten, weiterhin im Klosterbesitz verblieb und die freie Fischerei in der Chrudimka weiter ausgeübt werden konnte. Später gelangte das Dorf an weltliche Besitzer. 
Im Jahre 1835 bestand das im Chrudimer Kreis gelegene Dorf Křižanowitz aus 22 Häusern, in denen 149 Personen, darunter zehn protestantische Familien, lebten. Katholischer Pfarrort war Litzibořitz. Bis zur Mitte des 19. Jahrhunderts blieb Křižanowitz der Herrschaft Nassaberg untertänig.
Nach der Aufhebung der Patrimonialherrschaften bildete Křižanovice ab 1849 einen Ortsteil der Gemeinde Licibořice im Gerichtsbezirk Nassaberg. Ab 1868 gehörte das Dorf zum politischen Bezirk Chrudim. 1869 hatte Křižanovice 155 Einwohner. Im Jahre 1900 lebten in dem Dorf 181 Personen, 1910 waren es 165. Im Jahre 1910 lösten sich Křížanovice und Mezisvětí 1. díl von Licibořice los und bildeten die Gemeinde Křížanovice.  Nach der Gründung der Tschechoslowakei entstanden im Stříbrná řeka genannten Chrudimkatal zahlreiche Trampsiedlungen. 1934 wurde eine genossenschaftliche Molkerei errichtet, die bis in die 1950er Jahre betrieben wurde. 
Zwischen 1948 und 1954 wurde die Chrudimka mit der Talsperre Křižanovice I, die die Städte Pardubice und Chrudim im Trinkwasser versorgt, aufgestaut. Über dem Stausee entstanden später mehrere Feriensiedlungen mit ca. 300 Hütten. 1964 erfolgte die Eingemeindung von Křižanovice nach Liboměřice. Das ehemalige Molkereigebäude wurde in den 1970er Jahren zu einer Gaststätte und Lebensmittelverkaufsstelle umgebaut. In den 1980er und 1990er Jahren erfolgte eine geologische Untersuchung der Blei-Zink-Kupfer-Schwerspat-Lagerstätte bei Křižanovice. Seit dem 31. August 1990 besteht die Gemeinde wieder.

## Gemeindegliederung
Für die Gemeinde Křižanovice sind keine Ortsteile ausgewiesen. Zu Křižanovice gehören die Wohnplätze Mezisvětí 1. díl (Mesiswet 1. Teil) und Požáry.

## Sehenswürdigkeiten und Kultur
- Glockenturm
- Steinernes Kreuz
- Stausee Křižanovice I, die zwischen 1948 und 1954 errichtete Talsperre dient der Trinkwasserversorgung.
- Oppidum Hradiště